# デーン・デラロサ
デーン・デラロサ（Dane David De La Rosa, 1983年2月1日 - ）は、アメリカ合衆国カリフォルニア州トーランス出身の元プロ野球選手（投手）。右投右打。

## 経歴

### プロ入りとヤンキース傘下時代
2001年のドラフト34巡目（全体1011位）でテキサス・レンジャーズから指名されるも、契約せずにリバーサイド・シティ・カレッジへ進学。
2002年のドラフト24巡目（全体726位）でニューヨーク・ヤンキースに入団。
2004年12月18日にヤンキースを解雇された。

### 独立リーグ時代
2005年は独立リーグ・ゴールデンベースボールリーグのユマ・スコーピオンズでプレー。23試合に登板し、1勝6敗、防御率6.45だった。
2006年は球団に所属しなかった。
2007年はゴールデンベースボールリーグのロングビーチ・アーマダでプレー。39試合に登板し、2勝4敗、防御率3.69だった。

### ブルワーズ傘下時代
2007年9月4日にミルウォーキー・ブルワーズとマイナー契約を結んだ。ルーキー級ヘレナ・ブルワーズで1試合に登板した。

### 独立リーグ時代
2008年はゴールデンベースボールリーグのオレンジカウンティ・フライヤーズでプレー。32試合に登板し、2勝2敗14セーブ、防御率4.41だった。
2009年はアトランティックリーグのサザンメリーランド・ブルークラブス、アメリカン・アソシエーションのエルパソ・ディアブロスでプレー。7月からはゴールデンベースボールリーグのビクトリア・シールズでプレーした。

### レイズ時代
2009年11月11日にタンパベイ・レイズとマイナー契約を結んだ。

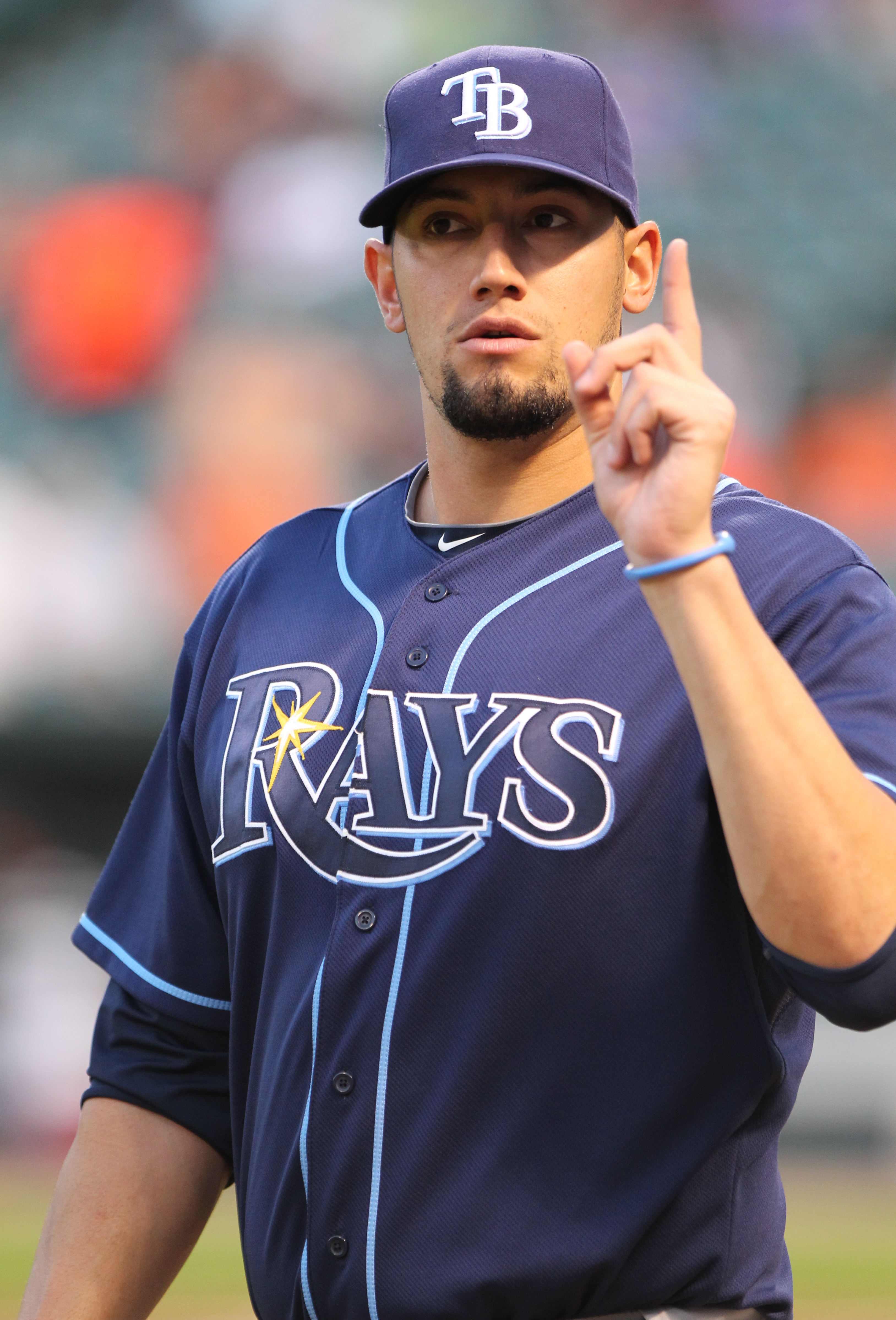
レイズ時代(2011年9月13日)

2010年はA+級とAA級で49試合に救援登板して防御率2.06という成績を残し、オフの11月19日に40人ロースターに入った。
2011年は主にAAA級ダーラム・ブルズでプレー。7月19日にメジャーへ昇格し、7月20日のニューヨーク・ヤンキース戦でメジャーデビューを果たしたが、7試合で防御率9.82と結果を残せなかった。
2012年は主にAAA級ダーラムでプレーし54試合に登板。一方メジャーでは防御率12.60と結果を残せず、5試合の登板にとどまった。

### エンゼルス時代
2013年3月27日、スティーブ・ゲルツとのトレードでロサンゼルス・エンゼルス・オブ・アナハイムに移籍。4月9日にメジャーへ昇格。6月に10日間降格したのを除けばほぼフルシーズンメジャーで過ごし、最終的にア・リーグ5位となる75試合に登板、6勝1敗2セーブ20ホールド、防御率2.86という成績を残し、飛躍的なシーズンとなった。
2014年3月29日に右前腕の故障のため15日間の故障者リスト入りし、4月5日にリハビリのためAA級アーカンソー・トラベラーズへ異動した。その後メジャーでは4月に1試合、6月に2試合の計3試合に登板したが、前年の力はなく、9月29日にFAとなった。

### オリオールズ傘下時代
2015年1月26日にボルチモア・オリオールズとマイナー契約を結び、スプリングトレーニングに招待選手として参加することになった。この年はAAA級ノーフォーク・タイズで開幕を迎え、8試合に登板して防御率4.35を記録していたが、シーズン中の6月29日に現役引退が発表された。

### 現役復帰
2017年6月13日にアトランティックリーグのシュガーランド・スキーターズと契約した。4試合に登板して0勝2敗、防御率7.71に終わり、7月8日に自由契約となった。

## 詳細情報

### 年度別投手成績
| 年 度     | 球 団     | 登 板 | 先 発 | 完 投 | 完 封 | 無 四 球 | 勝 利 | 敗 戦 | セ 丨 ブ | ホ 丨 ル ド | 勝 率 | 打 者 | 投 球 回 | 被 安 打 | 被 本 塁 打 | 与 四 球 | 敬 遠 | 与 死 球 | 奪 三 振 | 暴 投 | ボ 丨 ク | 失 点 | 自 責 点 | 防 御 率 | W H I P |
| --------- | --------- | ----- | ----- | ----- | ----- | -------- | ----- | ----- | -------- | ----------- | ----- | ----- | -------- | -------- | ----------- | -------- | ----- | -------- | -------- | ----- | -------- | ----- | -------- | -------- | ------- |
| 2011      | TB        | 7     | 0     | 0     | 0     | 0        | 0     | 0     | 0        | 0           | ----  | 34    | 7.1      | 10       | 1           | 3        | 0     | 0        | 8        | 1     | 0        | 8     | 8        | 9.82     | 1.77    |
| 2012      | TB        | 5     | 0     | 0     | 0     | 0        | 0     | 0     | 0        | 0           | ----  | 22    | 5.0      | 7        | 2           | 2        | 0     | 0        | 5        | 0     | 0        | 7     | 7        | 12.60    | 1.80    |
| 2013      | LAA       | 75    | 0     | 0     | 0     | 0        | 6     | 1     | 2        | 20          | .857  | 291   | 72.1     | 56       | 3           | 28       | 2     | 1        | 65       | 6     | 0        | 25    | 23       | 2.86     | 1.16    |
| 2014      | LAA       | 3     | 0     | 0     | 0     | 0        | 0     | 0     | 0        | 0           | ----  | 13    | 2.1      | 3        | 0           | 3        | 1     | 0        | 0        | 1     | 0        | 3     | 3        | 12.57    | 2.57    |
| 通算：4年 | 通算：4年 | 90    | 0     | 0     | 0     | 0        | 6     | 1     | 2        | 20          | .857  | 360   | 87.0     | 76       | 6           | 36       | 3     | 1        | 78       | 8     | 0        | 43    | 41       | 4.24     | 1.29    |

### 背番号
- 49 （2011年 - 2012年）
- 65 （2013年 - 2014年）